# Microgramma fosteri
Microgramma fosteri là một loài dương xỉ trong họ Polypodiaceae. Loài này được B. León & H. Beltrán mô tả khoa học đầu tiên năm 2002.
Danh pháp khoa học của loài này chưa được làm sáng tỏ. 